# Майкл Каллан
Майкл Каллан (нар. 22 листопада 1935 — пом. 10 жовтня 2022) — американський актор, найбільш відомий завдяки ролі Ріффа у «Вестсайдській історії» у постановці на Бродвеї та його ролям у фільмах для Columbia Pictures, зокрема «Гіджет їде на Гаваї», «Інтерни» та «Кет Баллу».

## Ранні роки
Народився у Філадельфії в єврейській родині.
Каллан до п'ятнадцяти років співав і танцював у місцевих нічних клубах. Через два роки Майкл переїхав до Нью-Йорка та виступав під псевдонімом Мікі Келін.

## Бродвей
Перший великий прорив для Каллана стався, коли він отримав роль у «Хлопчику» (1954) та «Зловити зірку» (1955). Він і його партнерка по танцях Грейс Джентіл з'явилися в «Шоу Еда Саллівана» та «Шансі життя».
Коли йому був 21 рік, він пройшов прослуховування у Джерома Роббінса на роль Ріффа в оригінальній бродвейській постановці «Вестсайдської історії» (1957–59). Він кілька разів проходив прослуховування, перш ніж отримати роль. Він здобув великий особистий тріумф. З жовтня 1957 року надходили повідомлення про зацікавленість у ньому студіями.
Каллан побачила шукач талантів Джойс Селзнік, яка працювала на Columbia Pictures. У той час кінокомпанія шукала «молоді таланти» і у червні 1958 року підписала з Калланом семирічний контракт. Він використовував ім'я «Міккі Келін», але згодом використовував Майкл Каллан. Селзнік сказав, що Каллан хотів підписати контракт лише на дві картини на рік, але вона переконала його, що він виграє від додаткових показів, які студія надасть за довгостроковою угодою.

## Columbia Pictures

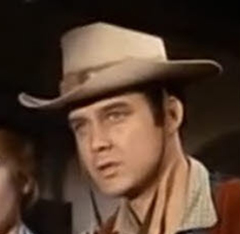
Каллан у трейлері фільму «Кет Баллу»

Перша роль Каллана в Columbia Pictures була в престижній постановці «Вони приїхали в Кордур» (1959), де в головній ролі знявся Гері Купер. Тоді Columbia розглядала Каллана для низки проєктів, зокрема «Дорога в горах» Теодора Вайта, «Перріш» і «Нехай ніхто не напише мені епітафію». Другим фільмом Каллана з Columbia стала головна роль у фільмі «Фонтени у польоті» (1959).
У жовтні 1959 року Columbia Pictures оголосила, що Каллан був одним з 11 нових імен, роботу з якими студія збиралася нарощувати — інші були Джеймс Даррен, Еві Норлунд, Гленн Корбетт, Керол Дуглас, Джо Морроу, Марджі Ріган, Джобі Бейкер, Раян Гаррік, Джо Галлісон і Стів Бейлор. Він зіграв разом з Діком Кларком і Тьюзді Велдом у фільмі «Тому що вони молоді» (1960) і виконав епізодичну роль у «Пепе» (1960).
Каллан не зміг повторити роль Риффа у «Вестсайдській історії» через його контракт із Columbia, але він танцював у фільмі «Гіджет їде на Гаваї» (1961), де виступав із Деборою Воллі в ролі Гіджет і Дарреном у ролі Мундоггі. Він знявся у фантастичному пригодницькому фільмі «Таємничий острів» (1961).
Каллан зіграв неповнолітнього злочинця, який погрожував Алану Ледду у фільмі «13 Західна вулиця» (1962), а потім возз'єднався з Воллі в сімейній комедії «Щасливої дороги!» (1962) для Волта Діснея. Повернувшись до Колумбійського університету, він з'явився у популярному проєкті «Інтерни» (1962) як один із чотирьох молодих лікарів. Селзнік тоді сказав, що «Міккі зараз дуже гарячий».
Каллан зіграв роль другого плану у фільмі «Переможці» (1963) і більшу роль у фільмі «Нові інтерни» (1964). У квітні 1964 року Columbia заявила, що підписала з ним новий контракт для участі у «Королі щурів». У червні 1964 року Columbia оголосила, що підписала з ним контракт на шість картин.
Каллан не з'явився у «Королі щурів». У 1964 році він знявся в епізодах телевізійних серіалів «Вертикальний зліт» і «Переломний момент». Приблизно в цей час він випустив альбом «My Home Town». Після участі у «Ви, мабуть, жартуєте!» (1965) Каллан зіграв романтичну головну роль у вестерн-комедії «Кет Баллу» (1965) разом із Джейн Фондою. У серпні 1965 року він підписав угоду про чотири картини з Columbia, його згадували як можливу зірку космічної пригоди «Загублені» (1969).

## Телебачення
Після восьми років і 13 фільмів з Columbia Каллан отримав головну роль Пітера Крістофера в ситкомі NBC Television «Випадкова дружина», створеному Columbia's Screen Gems.
У той час Каллан був одружений з Карлін Чепмен. Молода пара жила в Беверлі-Гіллз і мала двох дочок. Його знімання тривало по 12-годин із вихідними для виробництва півгодинного телесеріалу. Каллан розлучився з Карлін і деякий час був одружений з Патрицією Гарті, акторкою, яка зіграла його «випадкову дружину» в серіалі.
У 1968 році він зіграв роль Білла Калгауна у постановці ABC-TV «Поцілуй мене, Кейт» Коула Портера з Робертом Гуле та Керол Лоуренс у головних ролях.

## Пізніша кар'єра
Пізніше Каллан брав участь у фільмах «Чудова сімка», «Лепке» та «Кіт і канарка». Серед його телевізійних робіт: «Переломний момент», «Гейзел», «Ця дівчина», «Суть справи», «Шоу Мері Тайлер Мур», «Залізна сторона», «Доктор Маркус Велбі», «Гріфф», «Мак-Міллан і дружина», «Барнабі Джонс», «Вертикальний зліт», «Судовий медик Квінсі», «Янголи Чарлі», «Саймон і Саймон», «Острів фантазій», «Човен кохання», «Біонічна жінка», чотири епізоди «Вона написала вбивство» та вісім епізодів «Кохання по-американські». Він також зіграв Гала Б. Волліса у телефільмі «Мої злі, злі справи: Легенда про Ерола Флінна» та Металло у серіалі «Суперхлопчик».
Каллан був продюсером і зіграв у власному фільмі «Подвійне оголення» (1982). Він також час від часу з'являвся на сцені як у п'єсах, так і в мюзиклах, включно з «Абсурдна особа в однині», «Кайфоломей», «Любовні листи», «Привіт, Мадда. Привіт, Фадда», «Музична людина» і «Джордж М!». У 1987 році Каллан взяв участь в оф-бродвейському мюзиклі «Хлопчик-бар-міцва». Його пізніші роботи включали «Застряг у тобі» (2003) і «Натюрморт» (2006). Його телевізійні заслуги також включають «Вайпер» і «Швидка допомога».

## Нагороди
У 1960 році Каллан отримав номінацію на премію «Золотий глобус» за найкращий дебют актора за фільм «Фонтейни літають»; і виграв у тій самій категорії наступного року за роль у драмі "Тому що вони молоді.

## Особисте життя та смерть
Каллан мав двох доньок, Доун і Ребекку. Він помер від пневмонії 10 жовтня 2022 року в заміському будинку та лікарні Motion Picture & Television у Вудленд-Гіллз, Каліфорнія, у віці 86 років.

## Часткова фільмографія
Джерела 
- Вони приїхали в Кордур (1959) — Ендрю Гетерінгтон
- Фонтейни в польоті (1959) — Рік Райс
- Тому що вони молоді (1960) — Гріфф Раймер
- Пепе (1960) — танцівник
- Гіджет їде на Гаваї (1961) — Едді Горнер
- Таємничий острів (1961) — Герберт Браун
- 13 Західна вулиця (1962) — Чак Лендрі
- Щасливої дороги! (1962) — Нік О'Мара
- Інтерни (1962) — Алек Консідайл
- Переожці (1963) — Елдридж
- Нові інтерни (1964) — Алек Консідайл
- Кет Баллу (1965) — Клей Бун
- Ви, мабуть, жартуєте! (1965) — Тім Мортон
- Чудова сімка (1972) — Ной Форбс
- Фрейзер, чуттєвий лев (1973) — Марвін Фельдман
- Фотограф (1974) — Адріан Вайлд
- Лепке (1975) — Роберт Кейн
- Біонічна жінка (1977, телесеріал) — Джон Бернард
- Record City (1978) — Едді
- Кіт і канарка (1979) — Пол Джонс
- Подвійне оголення (1982) — Едріан Вайлд
- Прикута жінка (1983) — Мартін
- Шосе (1988) — лейтенант Бойл
- Лепрекон 3: Пригоди у Лас-Вегасі (1995) — Мітч
- Зникла школа (1995) — Ендрю Морган
- Остання дорога (1997)
- Застряг у тобі (2003) — Фокс Прексі
- Натюрморт (2006) — резидент